# Darwin OS
Darwin OS is een vrij en open source besturingssysteem gebaseerd op Unix dat voor het eerst werd uitgegeven door Apple in 2000. Het is tevens de kern van een set componenten waarop Mac OS X en iOS ontwikkeld werden.
In april 2002 stichtten het Internet Software Consortium en Apple OpenDarwin, een gemeenschap om gezamenlijke Darwin-ontwikkeling te huisvesten. OpenDarwin brengt zelf nieuwe uitgaven van het Darwin OS uit. Een noemenswaardig subproject van OpenDarwin is DarwinPorts dat als doel heeft om een verzameling porteringen (in het Engels ports genoemd) van de volgende generatie naar Darwin toe samen te stellen.
Darwin bevat een ingebouwde kernel-debugger (foutopspoorder) om ontwikkelaars te helpen bugs in de kernel te vinden.

## Licentie
Apple bracht in juli 2003 Darwin onder de 2.0-versie van de Apple Public Source License, wat door de Free Software Foundation (FSF) goedgekeurd werd als een licentie voor vrije software. Voorgaande uitgaven kwamen uit onder een vroegere versie van de APSL die niet tegemoetkwam aan de eisen van de definitie van de FSF omtrent vrije software, alhoewel het overeenkwam met de vereisten voor de Open Source Definition (OSI).

## Uitgaven
Dit is een tabel van Darwin uitgaven met datum van uitgifte en hun overeenkomende Mac OS X - uitgaven. Merk op dat de overeenkomende Mac OS X-uitgave op een andere datum uitkomt.
| Datum             | Darwin-uitgave | Mac OS X-uitgave               |
| ----------------- | -------------- | ------------------------------ |
| 16 maart 1999     | Darwin 0.1     | Mac OS X Server 1.0            |
| 5 april 2000      | Darwin 1.0     |                                |
| 13 april 2000     | Darwin 1.0.2   | Mac OS X DP4                   |
|                   | Darwin 1.2.1   | Mac OS X public beta           |
| 13 april 2001     | Darwin 1.3.1   | Mac OS X v10.0 naar 10.0.4     |
| 2 oktober 2001    | Darwin 1.4.1   | Mac OS X v10.1                 |
|                   | Darwin 5.1     | Mac OS X 10.1.1                |
|                   | Darwin 5.2     | Mac OS X 10.1.2                |
|                   | Darwin 5.3     | Mac OS X 10.1.3                |
|                   | Darwin 5.4     | Mac OS X 10.1.4                |
|                   | Darwin 5.5     | Mac OS X 10.1.5                |
| 23 september 2002 | Darwin 6.0.1   | Mac OS X v10.2                 |
| 28 oktober 2002   | Darwin 6.0.2   | Mac OS X 10.2                  |
|                   | Darwin 6.1     | Mac OS X 10.2.1                |
|                   | Darwin 6.2     | Mac OS X 10.2.2                |
|                   | Darwin 6.3     | Mac OS X 10.2.3                |
|                   | Darwin 6.4     | Mac OS X 10.2.4                |
|                   | Darwin 6.5     | Mac OS X 10.2.5                |
|                   | Darwin 6.6     | Mac OS X 10.2.6                |
|                   | Darwin 6.7     | Mac OS X 10.2.7                |
|                   | Darwin 6.8     | Mac OS X 10.2.8                |
| 24 oktober 2003   | Darwin 7.0     | Mac OS X v10.3                 |
|                   | Darwin 7.1     | Mac OS X 10.3.1                |
|                   | Darwin 7.2     | Mac OS X 10.3.2                |
|                   | Darwin 7.3     | Mac OS X 10.3.3                |
|                   | Darwin 7.4     | Mac OS X 10.3.4                |
|                   | Darwin 7.5     | Mac OS X 10.3.5                |
|                   | Darwin 7.6     | Mac OS X 10.3.6                |
|                   | Darwin 7.7     | Mac OS X 10.3.7                |
|                   | Darwin 7.8     | Mac OS X 10.3.8                |
| 15 april 2005     | Darwin 7.9     | Mac OS X 10.3.9                |
| 29 april 2005     | Darwin 8.0     | Mac OS X v10.4                 |
| 16 mei 2005       | Darwin 8.1     | Mac OS X 10.4.1                |
| 12 juli 2005      | Darwin 8.2     | Mac OS X 10.4.2                |
| 31 oktober 2005   | Darwin 8.3     | Mac OS X 10.4.3                |
| 10 januari 2006   | Darwin 8.4     | Mac OS X 10.4.4                |
| 4 februari 2006   | Darwin 8.5     | Mac OS X 10.4.5                |
| 3 april 2006      | Darwin 8.6     | Mac OS X 10.4.6                |
| 28 augustus 2009  | Darwin 10.0    | Mac OS X 10.6.0                |
| 23 juni 2011      | Darwin 10.8    | Mac OS X 10.6.8                |
| 20 juli 2011      | Darwin 11.0.0  | Mac OS X 10.7.0                |
| 16 februari 2012  | Darwin 12.0.0  | Mac OS X 10.8.0                |
| 11 juni 2013      | Darwin 13.0.0  | Mac OS X 10.9.0                |
| 17 september 2014 | Darwin 13.4.0  | Mac OS X 10.9.5                |
| 18 september 2014 | Darwin 14.0.0  | Mac OS X 10.9.5                |
| 13 augustus 2015  | Darwin 14.5.0  | Mac OS X 10.10.5               |
| 16 september 2015 | Darwin 15.0.0  | Mac OS X 10.11.0 en iOS 9.0    |
| 18 juli 2016      | Darwin 15.6.0  | Mac OS X 10.11.6 en iOS 9.3.3  |
| 13 september 2016 | Darwin 16.0.0  | Mac OS X 10.12.0 en iOS 10.0.1 |
| 27 maart 2017     | Darwin 16.5.0  | Mac OS X 10.12.4 en iOS 10.3   |
| 19 juli 2017      | Darwin 16.6.0  | Mac OS X 10.12.6 en iOS 10.3.3 |
| 19 september 2017 | Darwin 17.0.0  | Mac OS X 10.13.0 en iOS 11.0   |
| 29 maart 2018     | Darwin 17.5.0  | Mac OS X 10.13.4               |
| 1 juni 2018       | Darwin 17.6.0  | Mac OS X 10.13.5               |
| 9 juli 2018       | Darwin 17.7.0  | Mac OS X 10.13.6 en iOS 11.4.1 |
| 24 september 2018 | Darwin 18.0.0  | Mac OS X 10.14.1 en iOS 12.1   |
| 30 october 2018   | Darwin 18.0.0  | Mac OS X 10.14.1 en iOS 12.1   |

Merk op dat het versienummer springt van Darwin 1.4.1 naar 5.1 . Dit wordt verondersteld gedaan te zijn om door te gaan via de versienummering van NEXTSTEP (die begon met 3.3.; de laatste uitgaven van OPENSTEP was 4.2).

## Verbeteringsprojecten
Aangezien Darwin vrije software is, zijn er vele projecten die beogen het besturingssysteem te verbeteren. Sommige van deze projecten richten zich op stuurprogramma-ondersteuning, bijvoorbeeld stuurprogramma's voor draadloze apparaten zoals een portering (omzetting) van prism/prism2 of een portering van ipw2200. Sommigen richten zich op NICs voor draadnetwerken bijvoorbeeld een portering voor tulip-stuurprogramma's (een stuurprogramma voor een kloon van de ADMtek 985 en de chipsets van de PNIC 82c169) of een portering van het rlt8139-stuurprogramma en het rtl8150lm-stuurprogramma (zogenoemde drivers voor bepaalde kaarten van het merk RealTek). Er zijn zelfs porteringen van modem-stuurprogramma's zoals Darwin-ondersteuning voor modems van ZyXEL en een project ter ondersteuning van (geheugen)kaartlezers zoals CompactFlash of SD-kaarten. Er is zelfs Darwinondersteuning voor ext2/3-filesystemen.
Anderen richten zich op software die Windowssoftware op Darwin laat draaien (het darwine-project, een portering van Wine) of om Mac OS X/Darwin-software te draaien op Unix-platformen zoals FreeBSD (het softpear-project). Daarbij komend werken diverse packagemanager-projecten van Unix aan Darwin-porteringen zoals een RPM voor darwin, pkgsrc (package-manager van NetBSD) en Gentoo. Sommigen van deze werken in hun eigen invloedssfeer om niet met het basissysteem in conflict te geraken. Fink is tevens een bekend project vanwege het porteren van Unix-programma's naar het besturingssysteem van Darwin. Er is zelfs een portering van SELinux naar Darwin.

## Mascotte - Hexley
De Darwin ontwikkelaars besloten in 2000 een mascotte aan te nemen en kozen voor Hexley het vogelbekdier uit de overige deelnemers, zoals een Aqua Darwin-vis, Clarus de koehond en een orka. Apple Inc. heeft haar goedkeuring niet verleend aan Hexley als logo voor Darwin.

## Zie ook

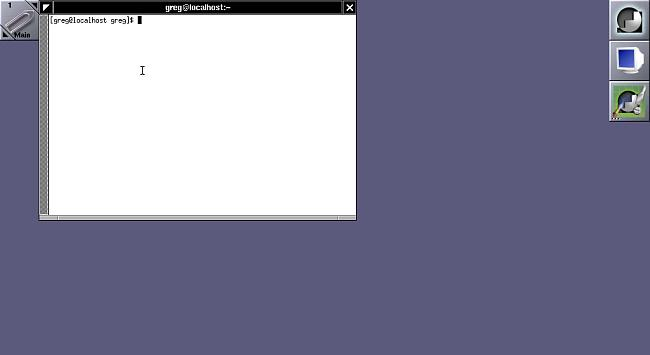
Window Maker in XDarwin